# Clavelina roseola
Clavelina roseola är en sjöpungsart som beskrevs av C.S. Millar 1955. Clavelina roseola ingår i släktet Clavelina och familjen klungsjöpungar. Inga underarter finns listade i Catalogue of Life.